# Никольское (Волжское сельское поселение, Некоузский район)
Никольское — деревня в Некоузском районе Ярославской области России. 
В рамках организации местного самоуправления входит в состав Волжского сельского поселения, в рамках административно-территориального устройства относится к Шестихинскому сельскому округу.

## География
Расположена на берегу реки Сутка в 16 км на юго-запад от центра поселения посёлка Волга и в 17 км на восток от районного центра села Новый Некоуз. 

## История
Церковь Святителя и Чудотворца Николая построена в 1764 году княгиней Софьей Семеновной Волконской. Она возводилась с двумя престолами: во имя Святителя и Чудотворца Николая и во имя Святого и Благоверного Князя Александра Невского. 
В конце XIX — начале XX века село являлось центром Ново-Никольской волости Мышкинского уезда Ярославской губернии.
С 1929 года село входило в состав Шестихинского сельсовета Некоузского района, с 2005 года — в составе Волжского сельского поселения.

## Население
| 1859 | 2002 | 2007 | 2010 |
| ---- | ---- | ---- | ---- |
| 115  | ↘10  | ↘7   | ↘4   |

## Достопримечательности
В деревне расположена недействующая Церковь Николая Чудотворца (1764).